# Karabass
Das Karagandaer Kohlebecken (russisch Карагандинский угольный бассейн; Kurzform Карабас, Karabass) ist ein etwa 4.000 km² großes, im Gebiet Qaraghandy gelegenes Steinkohlerevier Kasachstans.
Die wichtigsten Städte sind das administrative Zentrum des Gebietes, Qaraghandy (das ehemalige Karaganda), Temirtau, Schachtinsk, Abai und Saran.

## Geschichte
Die ersten Kohlevorkommen wurden 1833 entdeckt, aber erst mit der Entstehung des Unternehmens Kasachstroiugol im Jahre 1929 begann sich die Industrie zu entwickeln.

## Steinkohlenabbau
Die Steinkohle des Karabassreviers wird in mehreren Bergwerke, teils im Tage- und teils im Tiefbau gewonnen. Die Flözmächtigkeiten reichen von 0,2 bis 18 m.